# Symplocostoma dissolutum
Symplocostoma dissolutum is een rondwormensoort uit de familie van de Enchelidiidae.